# ジェフリー・ラッシュ
ジェフリー・ロイ・ラッシュ（Geoffrey Roy Rush, 1951年7月6日 - ）は、オーストラリア出身の俳優。1996年に、『シャイン』でアカデミー主演男優賞を受賞。この時、史上初のオーストラリア人で演技部門におけるオスカー受賞者となった。

## 生い立ち
クイーンズランド州トゥーンバで生まれる。5歳の時に両親が離婚し、ブリスベンに移る。クイーンズランド大学に進学、俳優のメル・ギブソンは在学中のルームメイトだった。大学卒業後にロンドンで演劇を、パリでパントマイムを学ぶ。

## キャリア
オーストラリアに帰国後、クイーンズランド・シアター・カンパニーに所属し、数多くの舞台に出演した。現在でも時々舞台に立っている。1981年に映画デビュー。
1996年に『シャイン』でピアニストのデイヴィッド・ヘルフゴットを演じ、アカデミー主演男優賞を受賞。この時、オーストラリア人で最初の、演技部門におけるオスカー受賞者となった。2004年に『ライフ・イズ・コメディ! ピーター・セラーズの愛し方』で喜劇俳優ピーター・セラーズを演じ、エミー賞主演男優賞（ミニシリーズ/テレビ映画部門）を受賞。さらに2009年には舞台『瀕死の王』（Exit the King）での演技によりトニー賞主演男優賞（演劇部門）を受賞し、アカデミー賞、エミー賞、トニー賞3賞の受賞者を意味するTriple Crown of Actingの一員となった。
基本的に大作、娯楽作、文芸作品関係なく様々な映画に出演するが、大作などでは脇役を演じることが多く、逆に文芸作品では主役を張ることが多い。近年では『パイレーツ・オブ・カリビアン』シリーズのヘクター・バルボッサ役で知られる。
2012年、芸術活動に対する長年の貢献が評価され、オーストラリアン・オブ・ザ・イヤーを受賞した。俳優で同賞を受賞するのは、ロバート・ヘルプマン、ポール・ホーガン以来3人目。

## 私生活
現在はオーストラリア・メルボルンに住んでいる。1988年にオーストラリア人の女優ジェーン・メネラウスと結婚。1992年に長女（アンジェリカ）が、1995年に長男（ジェームズ）が誕生している。

## 主な出演作品
| 公開年 | 邦題 原題                                                                                            | 役名                           | 備考 | 吹き替え                                    |
| ------ | --- | ------------------------------ | --- | ------------------------------------------- |
| 1996   | シャイン Shine                                                                                       | デイヴィッド・ヘルフゴット     | アカデミー主演男優賞受賞 ゴールデングローブ賞 主演男優賞 (ドラマ部門)受賞 英国アカデミー賞 主演男優賞受賞                          | 山寺宏一                                    |
| 1996   | 革命の子供たち Children of the Revolution                                                            | ザッカリー・ウェルチ           | | （吹き替え版なし）                          |
| 1997   | 悪魔大臣 A Little Bit of Soul                                                                        | ゴドフリー・アッシャー         | |                                             |
| 1997   | レ・ミゼラブル Les Misérables                                                                        | ジャベール警部                 | | 金尾哲夫                                    |
| 1997   | 恋におちたシェイクスピア Shakespeare in Love                                                         | フィリップ・ヘンズロー         | アカデミー助演男優賞ノミネート ゴールデングローブ賞 助演男優賞ノミネート 英国アカデミー賞 助演男優賞受賞                           | 壤晴彦                                      |
| 1998   | エリザベス Elizabeth                                                                                 | フランシス・ウォルシンガム卿   | 英国アカデミー賞 助演男優賞ノミネート                                                                                              | 勝部演之                                    |
| 1999   | ミステリー・メン Mystery Men                                                                         | カサノバ・フランケンシュタイン | | 土師孝也                                    |
| 1999   | TATARI タタリ House on Haunted Hill                                                                  | スティーブン・H・プライス      | | 牛山茂                                      |
| 2000   | クイルズ Quills                                                                                      | マルキ・ド・サド               | アカデミー主演男優賞ノミネート ゴールデングローブ賞 主演男優賞 (ドラマ部門) 英国アカデミー賞 主演男優賞ノミネート                  | （吹き替え版なし）                          |
| 2001   | テイラー・オブ・パナマ The Tailor of Panama                                                          | ハリー                         | | 岩崎ひろし                                  |
| 2001   | ランタナ Lantana                                                                                     | ジョン・ノックス               | |                                             |
| 2002   | フリーダ Frida                                                                                       | レオン・トロツキー             | | 小島敏彦（ソフト版） 河本邦弘（Netflix版）  |
| 2002   | バンガー・シスターズ The Banger Sisters                                                              | ハリー                         | | 田中秀幸（ソフト版） 山下啓介（機内上映版） |
| 2003   | ケリー・ザ・ギャング Ned Kelly                                                                       | フランシス・ヘア               | | 小山武宏                                    |
| 2003   | ファインディング・ニモ Finding Nemo                                                                  | ナイジェル                     | 声の出演 | 後藤哲夫                                    |
| 2003   | パイレーツ・オブ・カリビアン/呪われた海賊たち Pirates of the Caribbean: The Curse of the Black Pearl | ヘクター・バルボッサ           | | 壤晴彦                                      |
| 2003   | ディボース・ショウ Intolerable Cruelty                                                               | ドノヴァン・ドナリー           | | 立川三貴                                    |
| 2003   | ハーヴィー・クランペット Harvie Krumpet                                                              | ナレーター                     | 声の出演 |                                             |
| 2004   | ライフ・イズ・コメディ! ピーター・セラーズの愛し方 The Life and Death of Peter Sellers               | ピーター・セラーズ             | テレビ映画 エミー賞主演男優賞 (ミニシリーズ・テレビ映画部門)受賞 ゴールデングローブ賞主演男優賞 (ミニシリーズ・テレビ映画部門)受賞 | 山路和弘                                    |
| 2005   | ミュンヘン Munich                                                                                    | エフライム                     | | 佐々木梅治                                  |
| 2006   | キャンディ Candy                                                                                     | キャスパー                     | | （吹き替え版なし）                          |
| 2006   | パイレーツ・オブ・カリビアン/デッドマンズ・チェスト Pirates of the Caribbean: Dead Man's Chest       | ヘクター・バルボッサ           | | 壤晴彦                                      |
| 2007   | パイレーツ・オブ・カリビアン/ワールド・エンド Pirates of the Caribbean: At World's End               | ヘクター・バルボッサ           | | 壤晴彦                                      |
| 2007   | エリザベス:ゴールデン・エイジ Elizabeth: The Golden Age                                              | フランシス・ウォルシンガム卿   | | 勝部演之                                    |
| 2010   | 英国王のスピーチ The King's Speech                                                                   | ライオネル・ローグ             | 兼製作総指揮 アカデミー助演男優賞ノミネート ゴールデングローブ賞 助演男優賞ノミネート 英国アカデミー賞 助演男優賞受賞              | 壤晴彦                                      |
| 2010   | ガフールの伝説 Legend of the Guardians: The Owls of Ga'Hoole                                         | エジルリブ                     | 声の出演 | 永井一郎                                    |
| 2010   | 決闘の大地で The Warrior's Way                                                                       | ロン                           | |                                             |
| 2011   | パイレーツ・オブ・カリビアン/生命の泉 Pirates of the Caribbean: On Stranger Tides                    | ヘクター・バルボッサ           | | 壤晴彦                                      |
| 2011   | グリーン・ランタン Green Lantern                                                                     | トマ・レー                     | 声の出演 | 稲葉実                                      |
| 2013   | 鑑定士と顔のない依頼人 La migliore offerta                                                           | ヴァージル・オールドマン       | | 小川真司                                    |
| 2013   | やさしい本泥棒 The Book Thief                                                                        | ハンス・フーバーマン           | | 小川真司                                    |
| 2015   | ミニオンズ Minions                                                                                   | ナレーター                     | アニメ映画 | 真田広之                                    |
| 2016   | キング・オブ・エジプト Gods of Egypt                                                                 | ラー                           | | 菅生隆之                                    |
| 2017   | パイレーツ・オブ・カリビアン/最後の海賊 Pirates of the Caribbean: Dead Men Tell No Tales             | ヘクター・バルボッサ           | [ 4 ] | 壤晴彦                                      |

## 日本語吹き替え
おもに壤晴彦が担当している。

## 主な受賞
- アカデミー賞
  - 1996年度 主演男優賞 『シャイン』
- ゴールデングローブ賞
  - 1996年度 主演男優賞 (ドラマ部門) 『シャイン』
  - 2004年度 主演男優賞 (ミニシリーズ・テレビ映画部門) 『ライフ・イズ・コメディ! ピーター・セラーズの愛し方』
- 英国アカデミー賞
  - 1996年度 主演男優賞 『シャイン』
  - 1998年度 助演男優賞 『エリザベス』
  - 2010年度 助演男優賞 『英国王のスピーチ』
- エミー賞
  - 2004年度 主演男優賞 『ライフ・イズ・コメディ! ピーター・セラーズの愛し方』
- ニューヨーク映画批評家協会賞
  - 1996年度 主演男優賞 『シャイン』
- ロサンゼルス映画批評家協会賞
  - 1996年度 主演男優賞 『シャイン』
- 全米映画俳優組合賞
  - 1996年度 主演男優賞 『シャイン』
  - 1998年度 キャスト賞 『恋におちたシェイクスピア』
  - 2004年度 主演男優賞 (ミニシリーズ・テレビ映画部門) 『ライフ・イズ・コメディ! ピーター・セラーズの愛し方』
  - 2010年度 キャスト賞 『英国王のスピーチ』
- 全米映画批評家協会賞
  - 2010年度 助演男優賞 『英国王のスピーチ』
- クリティクス・チョイス・アワード
  - 1996年度 主演男優賞 『シャイン』
- トニー賞
  - 2009年 演劇主演男優賞 『瀕死の王』